# Castiarina praetermissa
Castiarina praetermissa es una especie de escarabajo del género Castiarina, familia Buprestidae. Fue descrita científicamente por Carter en 1921.